# جان هاینس
جان هاینس (به انگلیسی: John Haines) بازیکن فوتبال زادهٔ ۲۴ آوریل ۱۹۲۰ اهل کشور انگلستان بود که سابقهٔ بازی در تیم ملی فوتبال انگلستان را در کارنامهٔ خود دارد. وی در تاریخ ۲ دسامبر ۱۹۴۸ تنها بازی ملی خود را در مقابل تیم ملی فوتبال سوئیس انجام داد.
این بازیکن توانسته در این بازی ملی، ۲ گل به ثمر برساند.